# Nudo virile steso davanti a una siepe
Il Nudo virile steso davanti a una siepe è un disegno a carboncino grasso su carta realizzato dal pittore italiano Giovan Francesco Barbieri detto il Guercino. E' conservato al Gabinetto Disegni e Stampe di Palazzo Rosso ai Musei di Strada Nuova a Genova.

## Storia e attribuzione
Il disegno proviene dalla collezione del nobile ed erudito Marcello Luigi Durazzo, come testimoniato dal legato dove viene descritto come "Accademia del Guercino". Attraverso le indicazioni riportate su una copia di questo stesso disegno conservata nella collezione König-Fachsenfeld di Stoccarda, si deduce che il disegno di Palazzo Rosso sia appartenuto per buona parte del Settecento a Carlo Gennari, discendente di Cesare Gennari, nipote ed erede di Guercino, che guidò la bottega dopo la morte del maestro. È quindi certo che provenga dalla bottega del celebre pittore emiliano dove è noto che i disegni fossero considerati molto importanti e venissero attentamente custoditi.
Malvasia inoltre racconta che il Cavaliere Bartolomeo Fabri, committente ed estimatore del Guercino,  mise due ambienti della sua dimora di Cento a disposizione dell'artista affinché potesse avviare l' "Accademia del nudo" che riscosse particolare successo fra i giovani. Il disegno in questione è collegato al nucleo di fogli realizzati nel periodo antecedente alla partenza di Guercino per Roma avvenuta nel 1621.

## Descrizione e stile
Il disegno si differenzia da tutti gli altri nudi accademici poiché unisce lo studio della figura umana allo studio della rappresentazione del paesaggio. La composizione, credibilmente presa dal vero, con il muretto, l'alveare sulla destra, la siepe e la staccionata con un piccolo uccellino appoggiato, trasforma l'esercitazione in un vero e proprio soggetto con un segno grafico di alto livello.